# Балясніков Олександр Михайлович
Олександр Михайлович Балясніков (рос. Алекса́ндр Миха́йлович Баля́сников; 6 вересня 1934 — 12 вересня 2016) — радянський танкіст, учасник угорських подій 1956 року на посаді командира танка 4-ї танкової роти 71-го танкового полку 33-ї гвардійської механізованої дивізії Південної групи 1956). З 1983 року служив у органах МВС, генерал-майор міліції у відставці.

## Біографія
Народився 6 вересня 1934 року в селі Вороніно Клинського району Московської області в сім'ї робітника. Працював кіномеханіком у місті Клину.
У Радянській Армії з 1953 року. Дійсну військову службу проходив у Окремій механізованій армії, дислокованій на території Румунії.
Командир танка 33-ї гвардійської мотострілецької дивізії гвардії старший сержант Олександр Балясников у жовтні 1956 року у складі дивізії був направлений до Угорщини і брав участь у бойових діях, що офіційно іменувалися як «придушення контрреволюційного заколоту» (Угорське повстання).
Указом Президії Верховної Ради СРСР від 18 грудня 1956 року за мужність і відвагу, виявлені при виконанні військового обов'язку, гвардії старшому сержанту Балясникову Олександру Михайловичу присвоєно звання Героя Радянського Союзу з врученням ордена Леніна та медалі «Золота Зірка». Усі інші члени екіпажу нагороджені орденами.
Після звільнення запас О. М. Балясников працював на Калінінському заводі залізобетонних конструкцій. Член КПРС із 1958 року. 1960 року закінчив середню школу робітничої молоді, а 1969 року — Всесоюзний заочний політехнічний інститут. Обіймав посаду голови Клинського міськвиконкому. З 1983 року служив у органах МВС, генерал-майор міліції у відставці. Очолював Раду ветеранів органів внутрішніх справ Московської області, є членом Президії Російської ради ветеранів органів внутрішніх справ та внутрішніх військ МВС Росії. Проживав у місті Москві.
Помер у Москві 12 вересня 2016 року. Похований 15 вересня на Федеральному військовому меморіальному цвинтарі в Митищах.